# Varginha (Nova Friburgo)
Varginha é um bairro da zona leste do município de Nova Friburgo, com aproximadamente 17.000 habitantes, compreendendo os loteamentos: Parque Dom João VI, Parque Imperial, Eldorado, Ouro Verde, Santa Lúzia, Nova Suíça, Sans Souci, Fazenda Bella Vista, Parque Lucerne, Curuzu e Correas onde localiza-se seu pequeno centro comercial.

## Geografia
Localiza se no centro do município, faz parte do Primeiro Distrito. Bairro criado em 1971 e  pelo Projeto de Lei 4.488/09, que oficializou os nomes dos bairros de Nova Friburgo do 1º e 6º distritos esta sendo estudado a  nova argumentação da Prefeitura em criação de novos bairros. O projeto foi sancionado pelo prefeito Heródoto Bento de Mello e tornou-se a Lei Municipal número 3.792/09 ainda em processo de analise. Distante a 5 quilómetros do centro da cidade, tem sua linha de ônibus principal passando pela estrada da Ponte da Saudade, e as linhas intermediária Alto do Mozer, e linhas dos loteamentos Nova Suíça passando pela RJ 150, Fazenda Bella Vista/Vargem Alta passando pelas Braunes. Varginha é o bairro centralizado de Nova Friburgo com maior área de ligação entre distritos, limita-se  com o Centro, Conselheiro Paulino, Amparo, Lumiar e Mury. Os traçados originais da RJ 144 e BR 120 passariam pelo bairro pois beneficiariam todas as regiões ao entorno.
Sua altitude chega a 1000 metros, e suas montanhas, a 1400 metros sendo o Pocet a mais alta. O principal corrego e o Curuzu que forma o Ribeirão de São José, outro corrego é o Córrego do Brejo que foi manilhado, também há o Corrego do Parque com seus dois lagos Imperial e D. João VI, Corrego da Bella Vista e seus lagos Ceco, Meio e Grande, Corrego Sans Souci, e pequenos corregos sem nome.